# Bjelovac
Bjelovac är en ort i Bosnien och Hercegovina.   Den ligger i entiteten Republika Srpska, i den östra delen av landet, 90 kilometer öster om huvudstaden Sarajevo. Bjelovac ligger 181 meter över havet och antalet invånare är 216.
Terrängen runt Bjelovac är huvudsakligen kuperad. Bjelovac ligger nere i en dal. Närmaste större samhälle är Bratunac, 7,0 kilometer nordväst om Bjelovac. 
Omgivningarna runt Bjelovac är en mosaik av jordbruksmark och naturlig växtlighet. Runt Bjelovac är det ganska tätbefolkat, med 83 invånare per kvadratkilometer.